# 宮戸村
宮戸村（みやとむら）は、かつて宮城県沿岸部の宮戸島にあった村。現在の東松島市宮戸にあたる。

## 沿革
- 1889年（明治22年）4月1日 - 町村制施行に伴い、桃生郡宮戸浜が単独で自治体を形成。
- 1955年（昭和30年）5月3日 - 小野村・野蒜村と新設合併し、鳴瀬町となる。同日宮戸村廃止。

## 行政

### 首長
- 歴代村長

| 代     | 氏名       | 就任                       | 退任                      | 備考 |
| ------ | ---------- | -------------------------- | ------------------------- | ---- |
| 1〜3   | 千葉七太郎 | 明治22年（1889年）4月21日  | 明治32年（1899年）6月8日  |      |
| 4〜6   | 尾形深松   | 明治32年（1899年）8月25日  | 明治42年（1911年）7月19日 |      |
| 7      | 桜井幸作   | 明治42年（1911年）10月25日 | 大正2年（1913年）4月12日  |      |
| 8〜9   | 尾形深松   | 大正2年（1913年）6月27日   | 大正8年（1919年）4月1日   | 再任 |
| 10     | 桜井幸作   | 大正8年（1919年）5月12日   | 大正12年（1923年）5月11日 | 再任 |
| 11     | 門馬善四郎 | 大正12年（1923年）7月5日   | 昭和2年（1927年）6月28日  |      |
| 12     | 桜井恒蔵   | 昭和2年（1927年）12月1日   | 昭和6年（1931年）11月30日 |      |
| 13     | 小野虎吉   | 昭和6年（1931年）12月23日  | 昭和7年（1932年）3月10日  |      |
| 14     | 設楽栄次郎 | 昭和8年（1933年）5月24日   | 昭和12年（1937年）5月23日 |      |
| 15     | 尾形亀吉   | 昭和12年（1937年）5月24日  | 昭和16年（1941年）5月23日 |      |
| 16〜17 | 門馬善四郎 | 昭和16年（1941年）6月18日  | 昭和21年（1946年）3月7日  | 再任 |
| 18     | 設楽栄次郎 | 昭和21年（1946年）3月18日  | 昭和22年（1947年）2月20日 | 再任 |
| 19     | 尾形勝衛   | 昭和22年（1946年）4月6日   | 昭和24年（1949年）1月25日 |      |
| 20〜21 | 門馬重義   | 昭和24年（1949年）2月27日  | 昭和30年（1955年）5月2日  |      |